# St. Katharina und St. Silvester (Imberg)

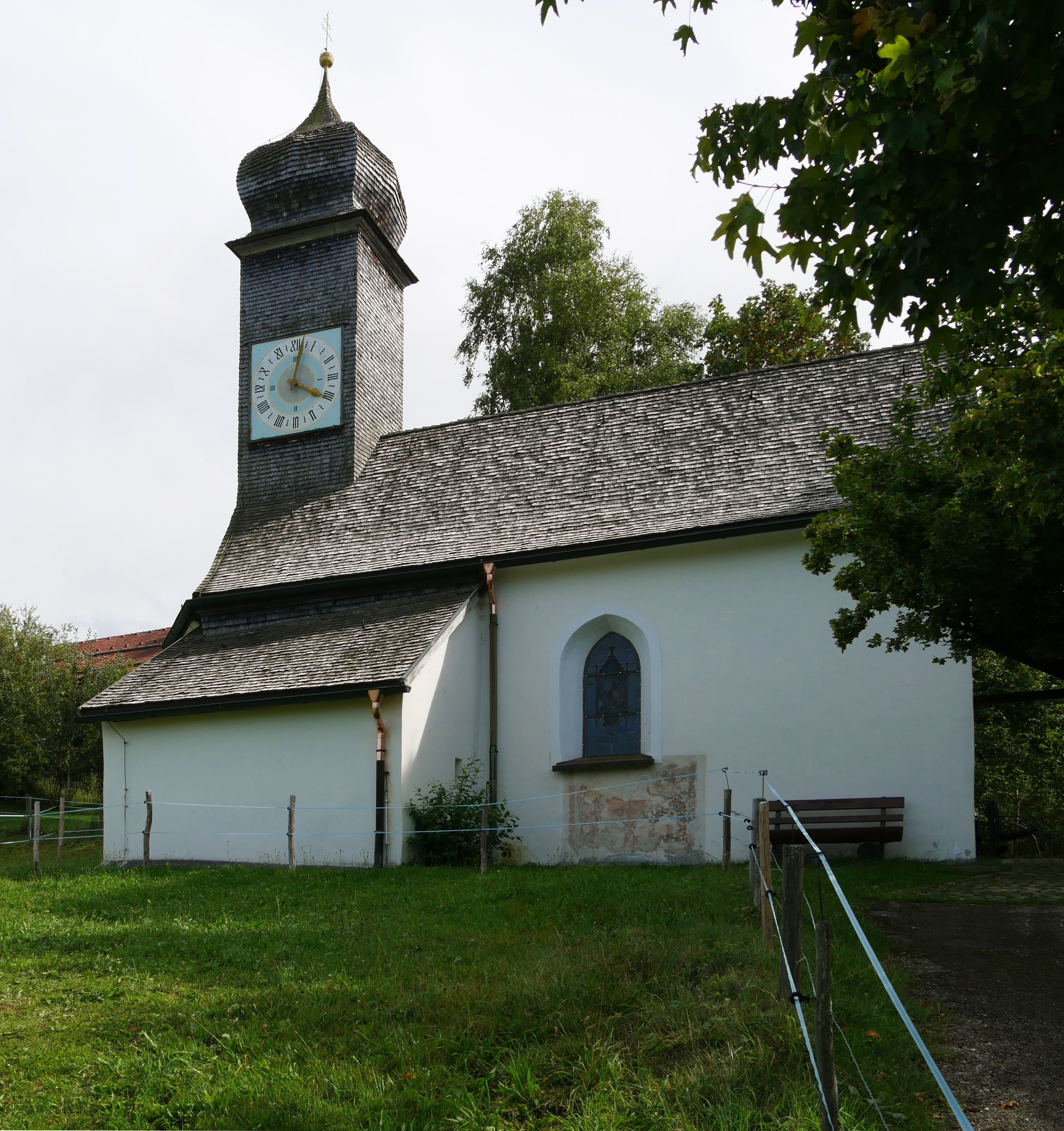
St. Katharina und St. Silvester in Imberg

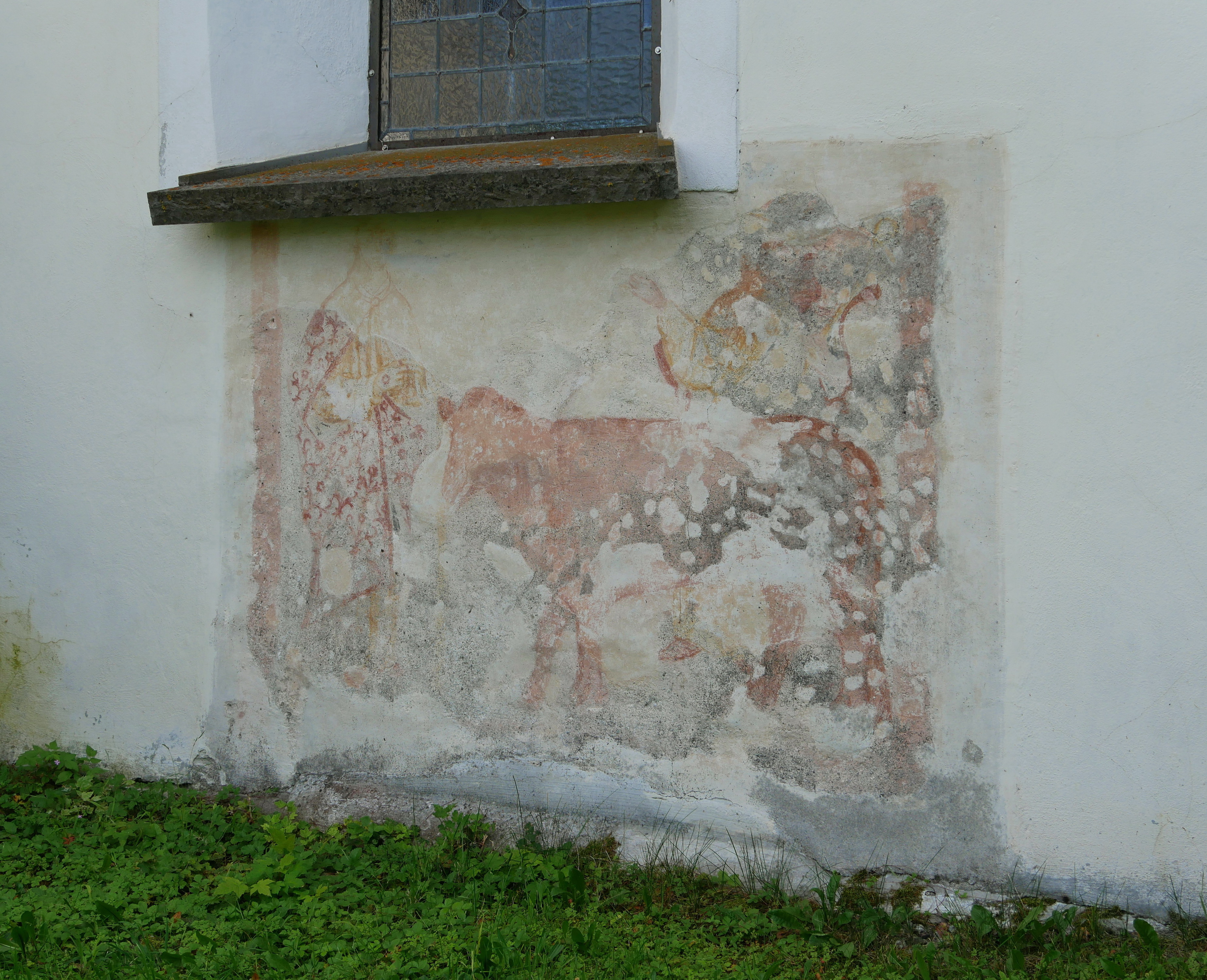
Außenbemalung an der Nordseite

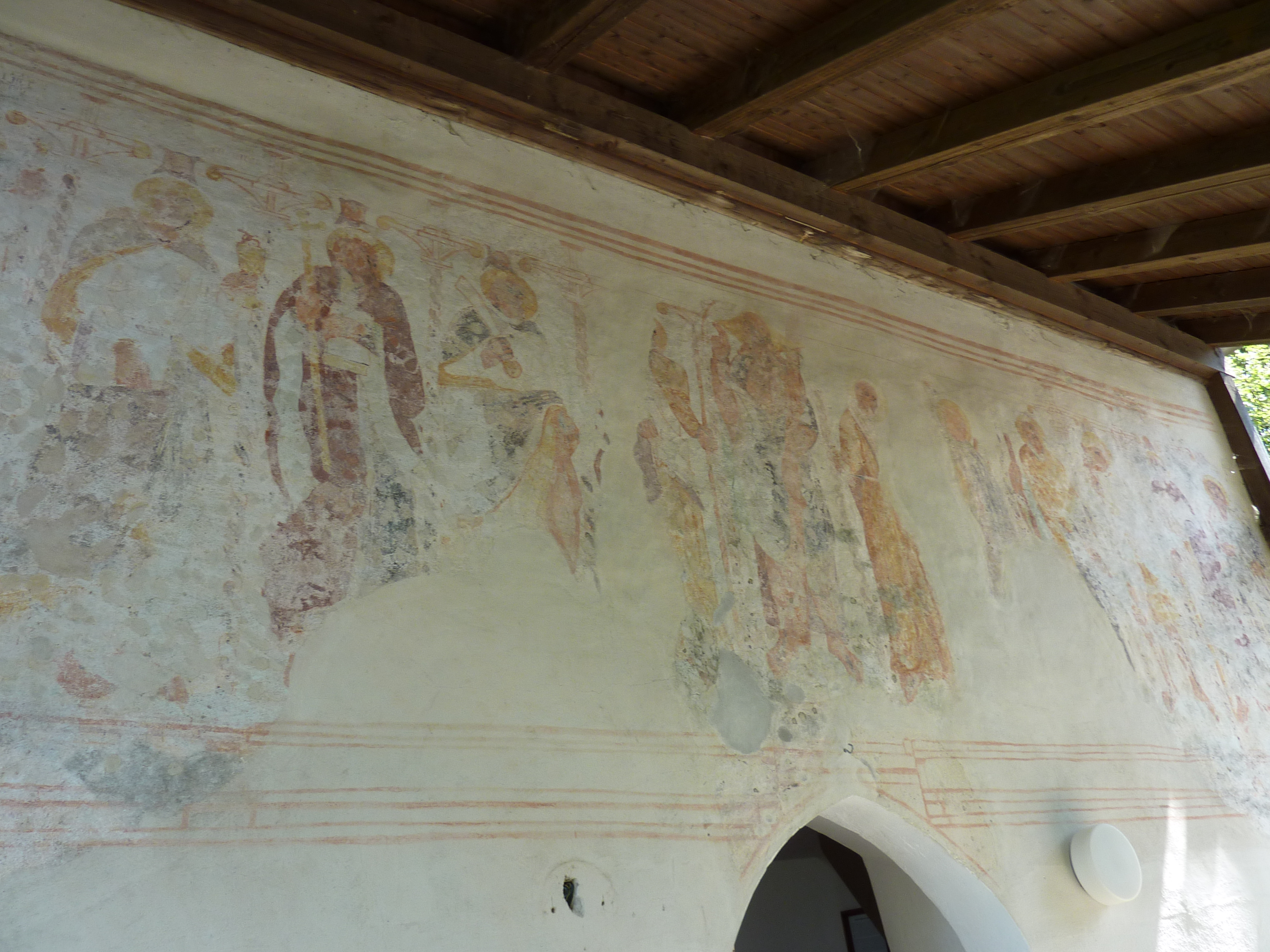
Reste der Fresken über dem Eingang

St. Katharina und St. Silvester ist eine Kapelle im Sonthofener Ortsteil Imberg.

## Geschichte
Erstmals urkundlich erwähnt wurde die Kapelle am 29. November 1417. Der Konstanzer Bischof verlieh damals jedem Besucher den Ablass; allerdings war dies mit Auflagen verbunden. Im Jahr 1517 bestätigte der Augsburger Bischof Heinrich von Lichtenau eine Ewige Messe, die die Gemeinde Imberg gestiftet hatte. Der Benefiziat, der davon profitierte, erhielt ein Wohnhaus. Er war verpflichtet, pro Woche vier Messen zu lesen, und stand sonntags im Dienst der Pfarrkirche in Sonthofen. Dieses Benefizium ging 1602 im Spital Sonthofen auf.

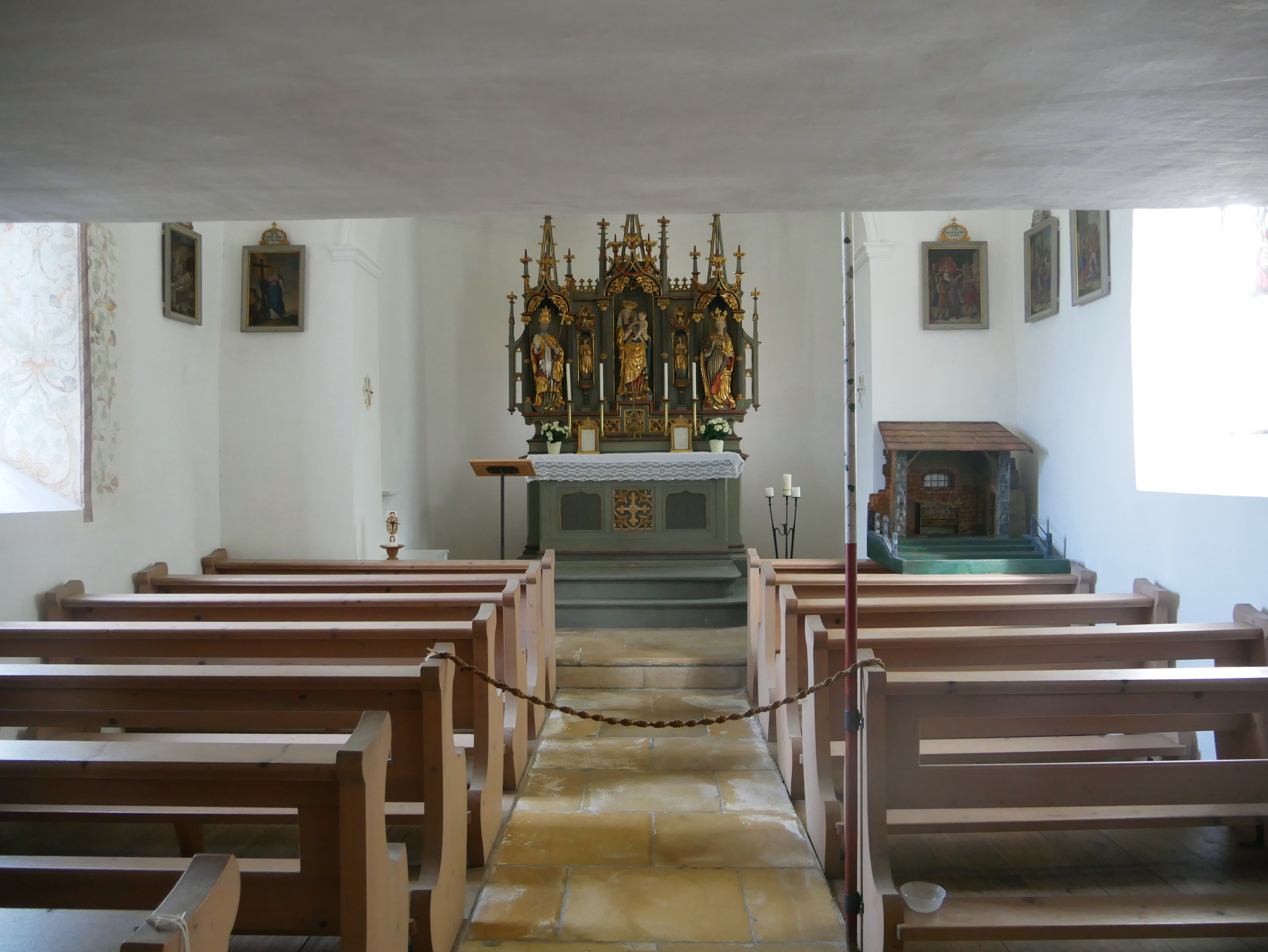
Innenraum

## Bauwerk
Der älteste Teil der Imberger Kapelle dürfte das Langhaus sein. Es stammt aus dem 15. Jahrhundert. Um 1500 wurden Chor und Sakristei angebaut. Der Dachstuhl wurde gegen Ende des 18. Jahrhunderts erneuert; im Zuge dieser Maßnahme wurde die alte Bretterdecke durch eine Putzdecke ersetzt. In den Jahren 1978 bis 1980 wurde die Kapelle saniert.
Der Chor besitzt unter seinem Korbbogen ein nach Osten ausgerichtetes Spitzbogenfenster und auf der Südseite ein breiteres Fenster. Das Kirchenschiff weist eine flach gewölbte Putzdecke über Kehle auf, die sich an der Achse eines Spitzbogenfensters orientiert. Die Sakristei besitzt ein Tonnengewölbe und zeigt nach Westen und Osten je ein gotisches Rechteckfenster. Im Deckbrett der Emporentäfelung sind die Jahreszahlen 1732, 1759 und 1826 eingeritzt. Unter der Empore auf der Westseite befindet sich der spitzbogige Eingang in einer Stichbogennische. Der Dachreiter über dem Chor trägt eine Zwiebelhaube.

## Ausstattung
Auf der Außenseite der Kapelle sind Spuren von Fresken aus dem 15. Jahrhundert erhalten. Die Bilder auf der Westseite über dem Eingang zeigten Christus zwischen den zwölf Aposteln. Erkennbar sind Johannes mit dem Kelch und Andreas mit dem Kreuz. Auf der Nordseite ist Papst Silvester mit einem Stier zu sehen.
Auf der Empore stehen noch zwei Bänke aus dem 18. Jahrhundert. Die Figuren des neogotischen Altars aus der Zeit um 1900 stammen noch vom ersten Altar der Kapelle. Die Imberger Madonna steht zwischen Statuen der heiligen Katharina und des heiligen Silvester. Wer der Meister des Imberger Altars war, ist nicht sicher. Die Imberger Madonna wird meist der Werkstatt von Hans Multscher in Ulm zugeschrieben, aus der auch die Seitenfiguren stammen könnten; jedoch ist für letztere auch die Werkstatt von Ivo Strigel aus Memmingen im Gespräch. Ursprünglich besaß die Kapelle noch einen weiteren Altar zu Ehren der heiligen Barbara; dieser ist aber verschollen. In der Kapelle befinden sich Tafeln zum Gedenken an die im Ersten und im Zweiten Weltkrieg gefallenen Imberger.
Das Uhrwerk des Dachreiters stammt aus dem Jahr 1782. Die Glocke der Imberger Kapelle wurde 1560 von Hans Löffler gegossen und hing bis 1945 in der Kapelle von Margarethen.

Vor dem Eingang befand sich seit 1882 eine gusseiserne Kreuzigungsgruppe aus dem Sonthofener Hüttenwerk, die 1978 etwa 800 Meter nach Süden versetzt wurde. Ein Kreuzweg mit 15 Stationen wurde 1838 von Ludwig Caspar Weiß gestaltet.

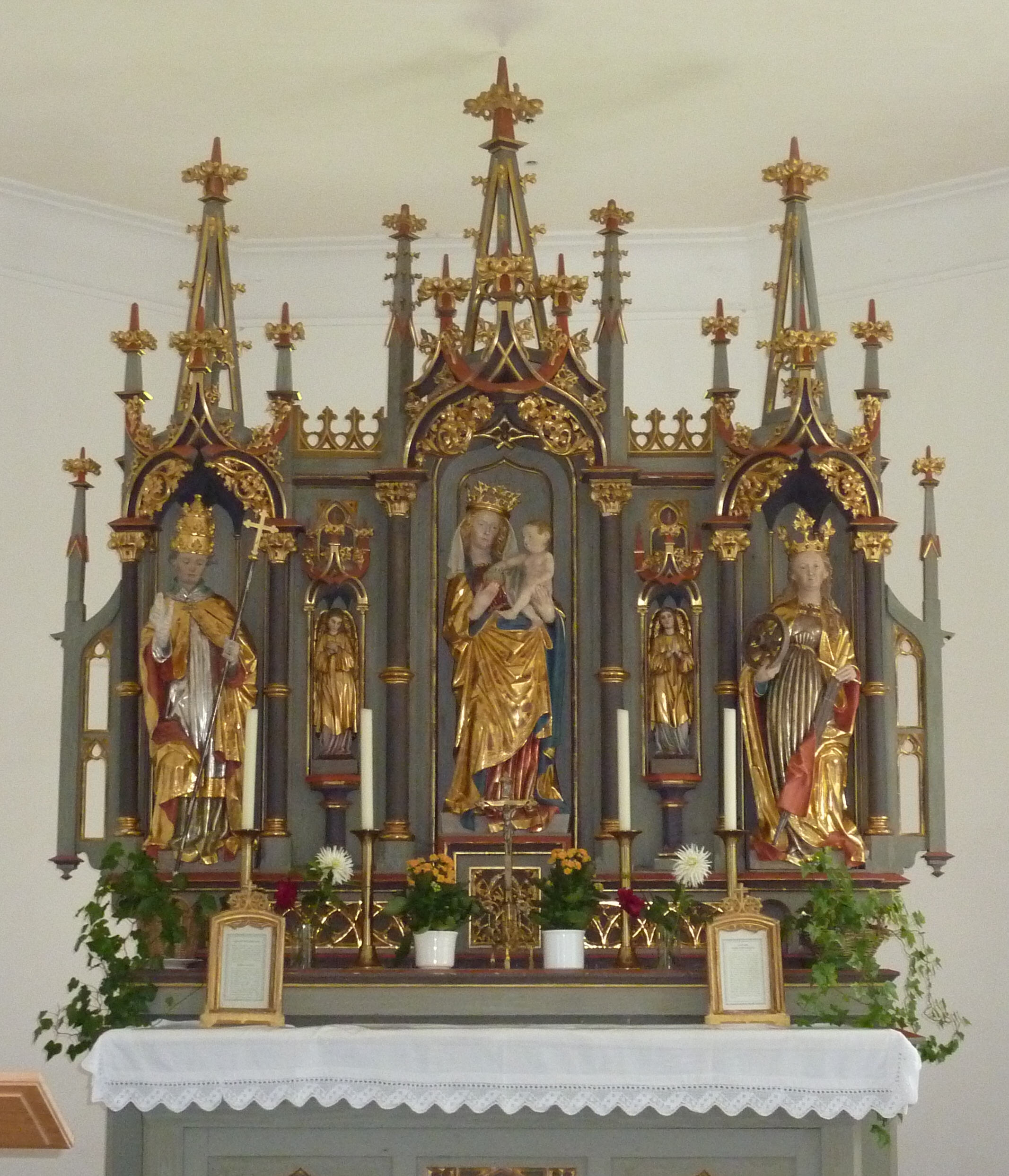
Imberger Altar
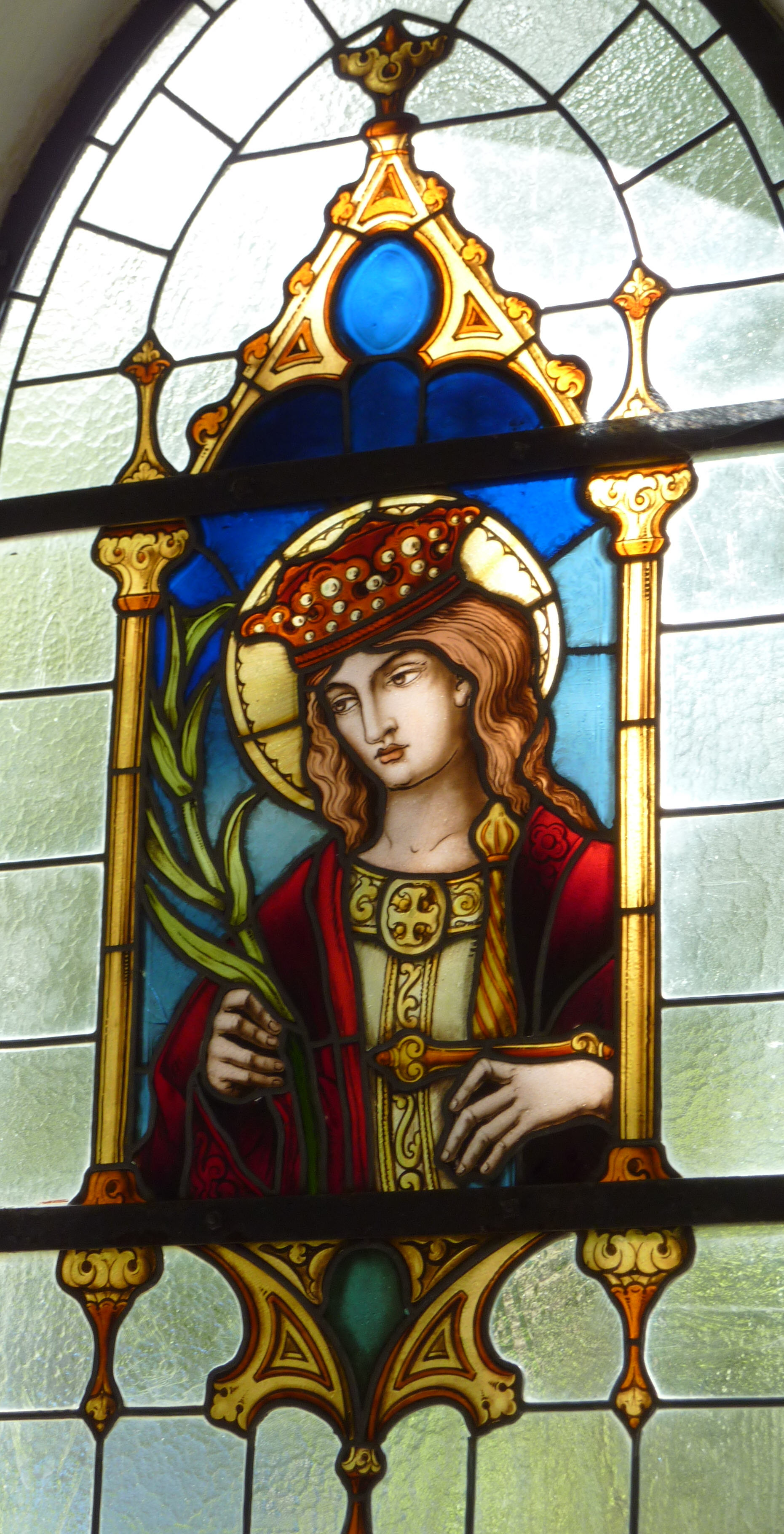
Fenster rechts
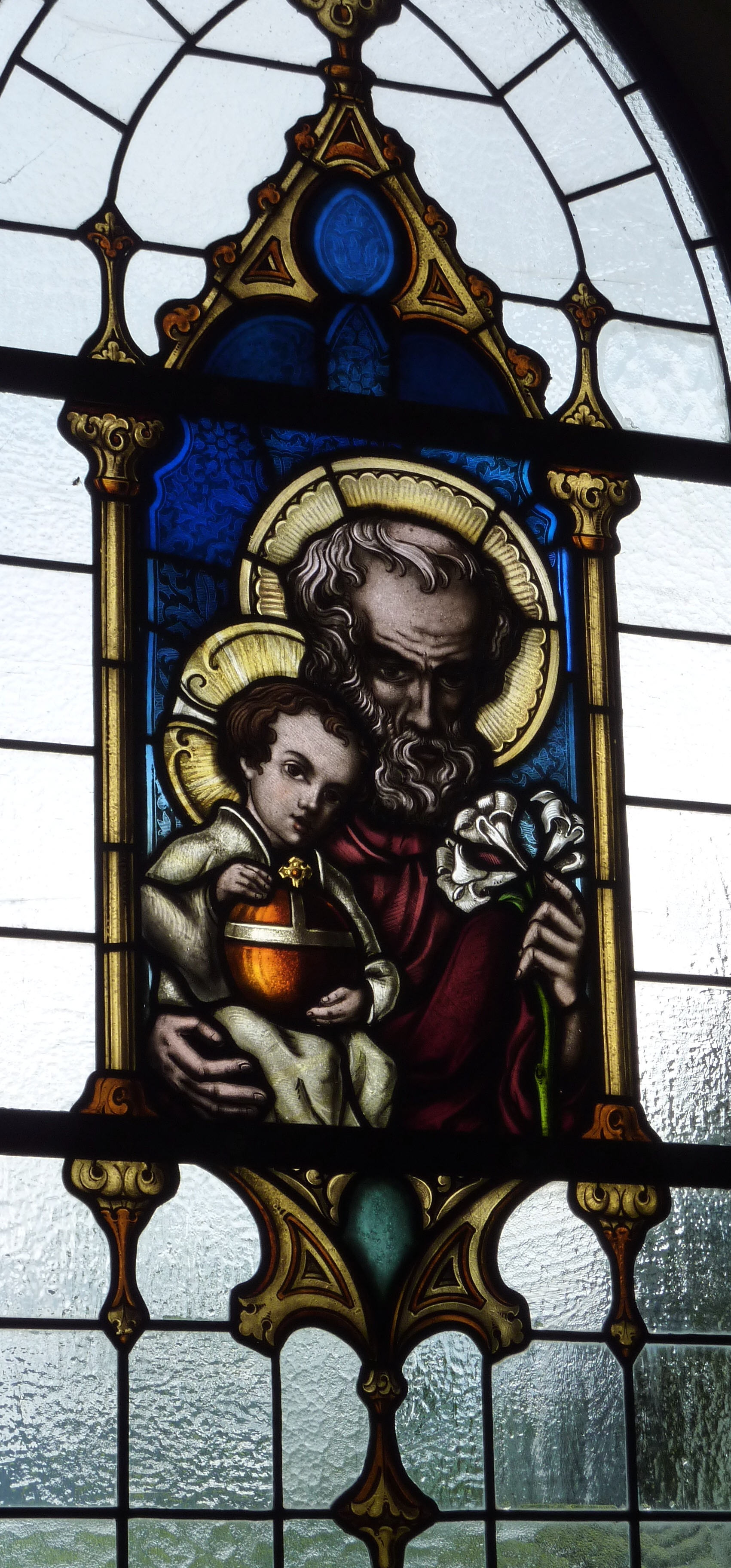
Fenster links